# Homoneura yaromi
Homoneura yaromi är en tvåvingeart som beskrevs av Yang, Hu och Zhu 2001. Homoneura yaromi ingår i släktet Homoneura och familjen lövflugor. Inga underarter finns listade i Catalogue of Life.